# 神光山国家森林公园
神光山国家森林公园位于广东省梅州市兴宁市福兴街道，靠近广梅汕铁路兴宁站和梅河高速兴宁西出口，距兴宁市区3km，总面积676.7公顷。2005年12月，经国家林业局批准，准予设立神光山国家级森林公园。

## 命名由来
神光山原名南山或挂榜山，相传北宋翰林学士罗孟郊在此山读书，得到神助之光照明，后登进士榜，高中探花。兴宁旧县志记载的县八景之一“神光夜气”也源于此传说，神光山也因此得名。

## 人文景观

### 齐昌楼
齐昌楼是神光山国家森林公园的标志性建筑,位于神光山国家森林公园山顶广场，以「宁」字为设计依托，以围龙屋概念为设计基础，依山而建。

### 祖师殿
北宋嘉佑三年，相传有位朝廷官员被贬潮州，途径宁江盆地路过此处，被神光山的风景所吸引，提议当地村民修建佛寺，取名庆寿寺。寺院分为主殿和围廊两部分，总体为木结构，内有清代客家三大诗人书法家胡曦的书法石刻和众多佛像。

### 墨池寺
墨池山下为纪念学士罗孟郊而建，建筑为硬山顶穿式梁架结构四合院。墨池寺旁有明万年历间，县令陈应荐题字墨池二字的石碑，并在背后写上“宋罗学士特征描述洗砚处世哲字”。1980年9月，兴宁县人民政府将其列为县市级重点保护文物单位，是兴宁市重点寺院之一。

### 石古大王庙
道教庙宇，位于神光山西边山口，庙中供奉石古大王二人像，为兴宁民间传说人物。

### 赖颂祺烈士碑
1984年兴宁县人民政府在神光山建烈士墓，为纪念农民运动领导人赖颂祺。

### 烈士纪念碑
碑呈四边形，中间刻有浩气长存四字，为了纪念中国人民解放军闽粤赣边纵队第一支队第六团解放兴宁牺牲的将士而建。

## 公共交通
- 巴士：

兴宁1路公交车
- 铁路：

广梅汕铁路兴宁站

## 荣誉
- 国家AAAA级旅游景区[6][7]

## 污染与破坏
中央第四生态环境保护督察组向梅州市交办第八批群众信访举报案件27宗。其中一宗案件与公园相关，有群众实名举报兴宁市祺盛实业有限公司负责人大肆毁林、非法搬山，在神光山景区内兴建高档别墅、酒店、商品房等房地产项目，严重破坏生态环境、非法占用林地127亩，挖山运土，造成严重的水土流失。经梅州市政府工作专组现场勘察，信访的部分情况属实。违法占用的林地分别在2014年9月23日、2014年10月8日、2020年10月9日查处完毕。2021年8月30日，经梅州市生态环境局兴宁分局、水务局现场调查核实，生态环境现状与2020年查处时的状态一致，严重破坏生态环境，造成严重水土流失的问题不属实。